# Telefon zaufania

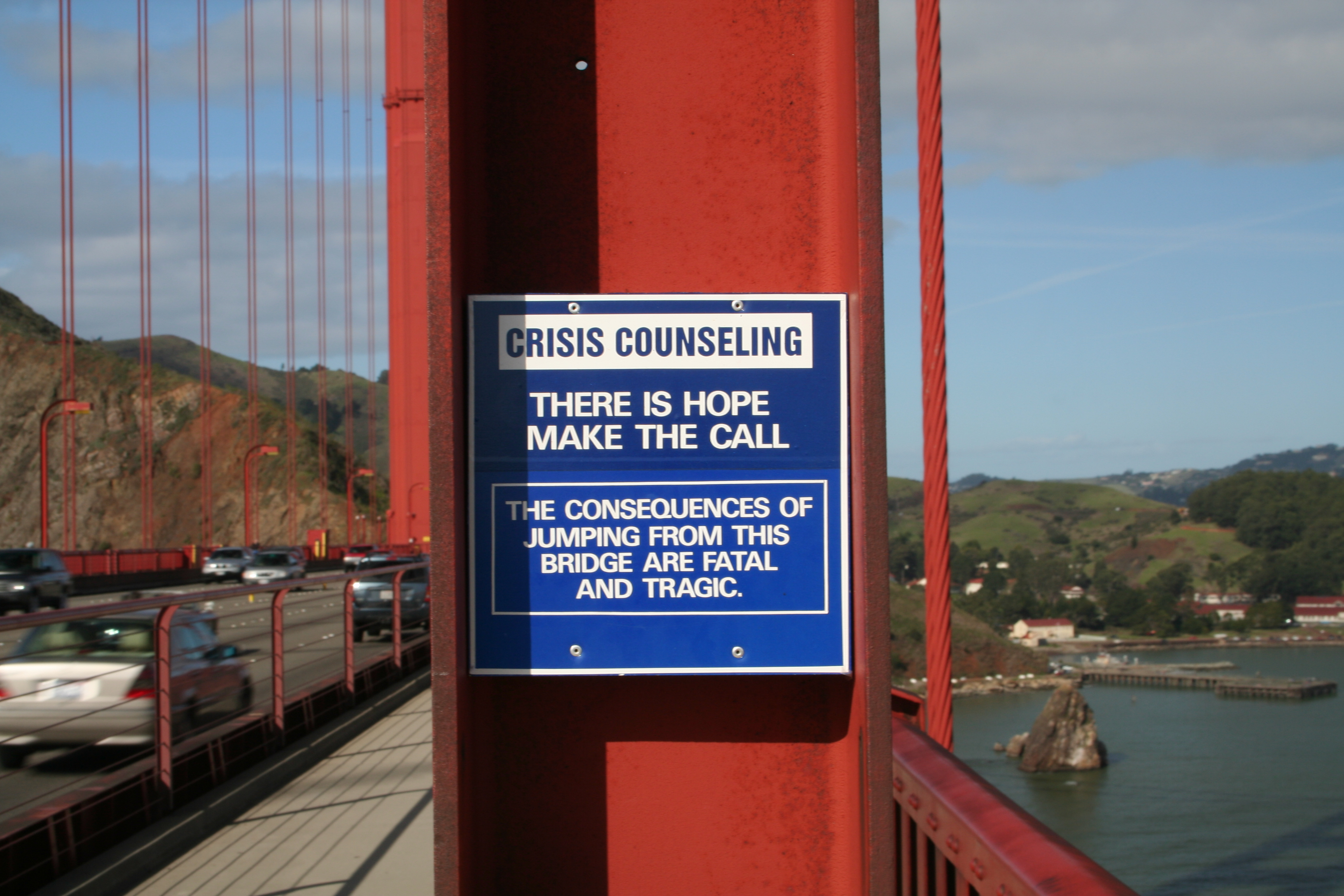
Informacji o linii kryzysowej na moście w Stanach Zjednoczonych

Telefon zaufania – usługa telefoniczna mająca na celu udzielenie pomocy osobom potrzebującym, np. w zaburzeniach depresyjnych. Przykładem w Polsce jest telefon zaufania dla dzieci i młodzieży pod numerem 116 111. Pierwszy telefon zaufania uruchomił w 1953 roku pastor Chad Varah. 